# L'Enquête russe
L'Enquête russe est un roman policier historique de Jean-François Parot publié en 2012.

## Résumé
En 1782, Nicolas est chargé de savoir comment les Russes veulent s'introduire dans le conflit anglo-français en Amérique. Sur la pression de ses supérieurs, il demande à un voleur, Dangeville, de subtiliser la broche offerte par la tsarine à la comtesse du Nord qui doit visiter la France en compagnie de son époux le comte du Nord, fils de Catherine II. 
Peu après, un noble russe est tué à Paris. Harmand, employé de l'hôtel du Russe, est tué aussi. Nicolas rencontre Benjamin Franklin à Paris. Le comte du Nord vient à Paris avec sa femme et, après la prompte intervention de Nicolas dans la résidence de l'ambassadeur russe, l'hôtel de Lévis, se lie avec lui. Nicolas essaie de démêler si les différents crimes sont liés,...